# Ayinde Jamiu Lawal
Ayinde Jamiu Lawal (født 12. maj 1988) er en nigeriansk professionel fodboldspiller, der spiller på midtbanen hos Skive IK.
Han var i 2007 udlejet til SønderjyskE og i sæsonen 2008-09 udlejet til Skive IK, med hvem han skrev kontrakt senere på året.
Han kom til klubben fra dens afrikanske fodboldakademi FC Edebei.